# John Sulston
Sir John Edward Sulston (27 tháng 3 năm 1942 – 6 tháng 3 năm 2018) là một nhà sinh vật học người Anh. Nhờ công trình của ông đối với các dòng tế bào và gen của giun tròn Caenorhabditis elegans, ông được đồng trao giải Nobel Sinh lý học và Y khoa năm 2002 cùng với Sydney Brenner và Robert Horvitz. Thời điểm năm 2014, ông là Chủ tịch Viện Khoa học, Đạo đức học và đổi mới tại Đại học Manchester.